# Пунта-дель-Діабло
Пунта-дель-Діабло (ісп. Punta del Diablo) — населений пункт у південно-східній частині Уругваю, в департаменті Роча. Літній курорт.

## Географія
Розташований на березі Атлантичного океану, за 43 км на південь від міста Чуй, розташованого на кордоні з Бразилією, і приблизно на 298 км на північний схід від столиці країни, міста Монтевідео. Через населений пункт проходить автомобільна дорога № 9.

## Населення
Населення за даними на 2011 рік становить 823 особи
| Рік  | Населення |
| ---- | --------- |
| 1985 | 199       |
| 1996 | 318       |
| 2004 | 389       |
| 2011 | 823       |

Джерело: Instituto Nacional de Estadística de Uruguay